# Vidéo-Presse
Vidéo-Presse était un magazine jeunesse d'intérêt général publié 10 fois par an par Les Éditions Paulines, au Canada français. Vidéo-Presse avait pour mission d'informer et de divertir et s'adressait principalement aux jeunes de 9 à 16 ans,.

## Historique
Vidéo-Presse est lancé par Les Éditions Paulines en mai 1971. Dès le début, le concept encyclopédique est développé et des articles de qualité sont publiés. Les écoliers utilisent parfois Vidéo-Presse comme référence pour la rédaction de leurs travaux scolaires. Le magazine est distribué dans le réseau scolaire et au plus fort de sa popularité il est présent dans 80 % des écoles du Québec.
Les devises du magazine sont successivement Revue mensuelle pour les jeunes, Le seul grand magazine canadien pour les jeunes, Le magazine des jeunes qui vaut une encyclopédie.
Un numéro se vend 50 cents en 1971 et 1,50$ en 1981. Vidéo-Presse ne vendait pas de publicité dans son magazine et n'a jamais été rentable. Le dernier numéro est publié en juin 1995.

## Mission
Vidéo-Presse s'adresse principalement aux jeunes de 9 à 16 ans et a pour mission d'informer et de divertir.
On y publie entre autres
- des articles sur l'histoire, la géographie, les sciences, la littérature, la musique, le cinéma, le sport ;
- des récits et des réflexions sur la vie et la société ;
- des jeux et des bandes dessinées.